# Oersberg
Oersberg (in danese Ørsbjerg) è un comune di 346 abitanti dello Schleswig-Holstein, in Germania.
Appartiene al circondario (Kreis) di Schleswig-Flensburgo (targa SL) ed è parte della comunità amministrativa (Amt) di Kappeln-Land.